# Zmodeler
ZModeler (nebo Zanoza Modeler) je 3D modelační program vyvíjený Olegem Melashenkem. Program se zaměřuje na modelování objektů pro počítačové hry jako jsou: Mafia, Grand Theft Auto, ReVolt, Test Drive, Need for Speed, Midtown Madness a mnoho dalších her.

## Formát
Přípona ZModelerového souboru je „*.Z3D“. Formát souboru ZModeler 2 je odlišný od starší verze ZModeler 1x. ZModeler 2 může otevřít soubory ze ZModeleru 1, ale obráceně nikoliv. Oba formáty mají stejnou koncovku. V souborech Z3D se neuchovávají textury, ale jsou uloženy odděleně mimo soubor.

## Minimální systémové požadavky
ZModeler je relativně málo náročný program. Ke svému běhu potřebuje necelých 20 MB na pevném disku. Stejně tak jsou nízké nároky na procesor a paměť.